# 何寬揚
何寬揚（1988年3月31日—），是台灣的棒球運動員之一，曾效力於中華職棒統一7-ELEVEn獅隊，守備位置為投手，其投球姿勢為低肩側投，2014年遭到球隊釋出。

## 經歷
- 新竹縣新湖國小少棒隊
- 新竹縣新湖國中青少棒隊
- 雲林縣義峰高中青棒隊
- 嘉義市嘉義大學棒球隊
- 中華職棒統一二軍借將（2007年—2008年、2010年）
- 中華職棒興農二軍借將（2009年）
- 台北市成棒隊（2010年）
- 國家運動選手訓練中心役男棒球培訓隊（2010年—2011年）
- 崇越科技棒球隊（2011年—2012年）
- 中華職棒統一7-ELEVEn獅隊自行培訓（2012年—2013年）
- 中華職棒統一7-ELEVEn獅隊（2013年—2014年）
- 雲林縣馬光國中青少棒隊教練（2015年—）
- 雲林縣馬光國小少棒隊教練（2019年—）

## 職棒生涯成績
| 年度   | 球隊           | 出賽 | 勝投 | 敗投 | 中繼 | 救援 | 完投 | 完封 | 四死 | 三振 | 責失 | 投球局數 | 防禦率 |
| ------ | -------------- | ---- | ---- | ---- | ---- | ---- | ---- | ---- | ---- | ---- | ---- | -------- | ------ |
| 2013年 | 統一7-ELEVEn獅 | 3    | 0    | 0    | 0    | 0    | 0    | 0    | 0    | 1    | 1    | 3.0      | 3.00   |
| 合計   | 1年            | 3    | 0    | 0    | 0    | 0    | 0    | 0    | 0    | 1    | 1    | 3.0      | 3.00   |

## 特殊事蹟
- 2013年1月4日，與統一7-ELEVEn獅隊以簽約金100萬、月薪5萬簽下合約，正式加盟職棒，也成為義峰高中首位加入職棒的校友[2]。

## 外部連結
- 何寬揚在台灣棒球維基館上的頁面（繁體中文）
- 球員資訊和成績在中華職棒官網（中文）